# Teresa Manganiello
Teresa Manganiello (ur. 1 stycznia 1849 w Montefusco, zm. 4 listopada 1876) – włoska zakonnica, błogosławiona Kościoła katolickiego.
Wychowywała się w rolniczej rodzinie. W 1867 roku, w wieku 18 lat, wstąpiła do tercjarstwa franciszkańskiego. Szczególnie pomagała biednym, którzy przychodzili do jej domu, dając im leki, ubrania, a także jedzenie. Założyła zgromadzenie Franciszkanek Tercjarek. Zaraziła się gruźlicą i zmarła w opinii świętości w wieku 27 lat.
Została beatyfikowana przez papieża Benedykta XVI w dniu 22 maja 2010 roku.